# Rationeel-emotieve therapie
Rationeel-emotieve therapie of Rationeel-emotieve gedragstherapie (RET/REBT) is een vorm van psychotherapie waarbij zowel het verstand als het gevoel een belangrijke rol spelen. RET is een vorm van cognitieve gedragstherapie (CGT). 
De grondlegger van de therapie is Albert Ellis (1913-2007).

## Het ABC van RET
Het zijn niet de problemen zelf die het ons zo moeilijk maken, maar de manier waarop we tegen deze problemen aankijken (naar de Griekse wijsgeer Epictetus). Volgens Ellis ontstaan problemen vooral door de manier waarop we aankijken tegen de gebeurtenissen die ons overkomen.
Bij de theorie van RET wordt gebruikgemaakt van de letters ABC. A staat voor aanleiding (oorzaak); B staat voor de bril waardoor je kijkt (overtuiging); C staat voor consequentie (het gevolg) (Engels: Activating event; Belief; Consequence).
De kern van de RET komt erop neer dat niet A de oorzaak is van C, maar B. In het Nederlands: het zijn niet de gebeurtenissen (A) in je leven die bepalen hoe je je voelt (C) maar de manier waarop je tegen die gebeurtenissen aankijkt (of: de manier waarop je jezelf van het belang van die gebeurtenissen overtuigt) (B).
Door oefening kunnen de overtuigingen (B) worden veranderd, kun je een andere bril beginnen opzetten. Dit kan op zo'n manier dat ze beter (realistischer, van minder tot niet irrationeel) bij de situatie (A) aansluiten. Een gevolg is dat het gevoel (C) dat hierbij hoort beter aansluit, positiever is: gevoelens van ontreddering, angst, woede, schaamte, minderwaardigheid e.a. worden minder frequent en kunnen vaker vermeden worden.
Sommigen hebben de indruk dat het rationele aspect van deze therapie erop is gericht om het gevoel (de emotie) uit te schakelen of te verzwakken. Niets is minder waar, emoties die passen moeten aangemoedigd worden. Het gaat erom dat er in nieuwe situaties, en in de verwerking van oude situaties, een reëel beeld wordt gevormd van de werkelijkheid. Een voorbeeld: een diep bedroefd gevoel na het overlijden van een naaste is een passende emotie. Maar een uitzinnige reactie bij het krijgen van een verkeersboete is meestal overdreven.
Recentelijk heeft de grondlegger van de RET, Albert Ellis, de naam van RET veranderd in REBT. De nieuwe afkorting staat voor "Rational Emotive Behavioral Therapy". De reden voor de naamswijziging is dat Ellis tot uitdrukking heeft willen laten komen, dat het bij RET niet alleen gaat om een cognitieve (= kennis-) therapie , maar dat het gedrag in de therapie moet "volgen". Hiermee heeft Ellis het belang van huiswerkoefeningen en praktijkoefeningen beklemtoond: "cognitieve gedragstherapie.
In Nederland en Vlaanderen is in het bijzonder René Diekstra verdienstelijk geweest in het propageren van deze therapievorm.

## Kritiek en integratie
Door een enkele onderzoeker is RE(B)T gekarakteriseerd als pseudowetenschap vanwege het volgen van ongefundeerde hypothesen.
Ook onderzoekers en therapeuten van de derde generatie gedragstherapie hebben theoretische kritiek op de wetenschappelijke onderbouwing van RET. Zo wordt betwijfeld of cognities wel irrationeel kunnen zijn, en wordt gesteld dat elke cognitie functioneel is binnen de historische of situationele context van de cliënt. Dit heeft geleid tot de ontwikkeling van therapieën als mindfulness based cognitive therapy (MBCT); aandachtgerichte cognitieve therapie, ook wel mindfulness genoemd, en acceptance and commitment therapy (ACT). Dit zijn gedragstherapieën waarin niet zozeer geprobeerd wordt de inhoud van cognities te veranderen als wel de functie die cognities hebben voor de cliënt.
In zijn latere werk heeft Albert Ellis veel aandacht besteed aan mogelijkheden om de RET te combineren met ACT.

## Andere vertaling van RET
Sommige psychologen en trainers vertalen de afkorting RET als "Rationele Effectiviteits Training" of ook "Rationeel-Emotionele Therapie". Voor Ellis staat 'RET' voor Rational Emotive Therapy. "Rationeel-Emotieve Therapie" is een letterlijke en goede vertaling (met koppelteken!) van de door Albert Ellis beschreven therapie. Ellis zelf gebruikte in zijn latere werk de term REBT (Rational Emotive Behavior Therapy), om de gedragsmatige component van de behandeling te benadrukken.